# گابریله نلی
گابریله نلی (انگلیسی: Gabriele Nelli; ۴ دسامبر ۱۹۹۳ – ) بازیکن والیبال اهل ایتالیا و عضو تیم ملی والیبال ایتالیا است.
از باشگاه‌هایی که در آن بازی کرده‌است می‌توان به باشگاه والیبال ترنتینو اشاره کرد.